# Sant Pere de Vilaclara

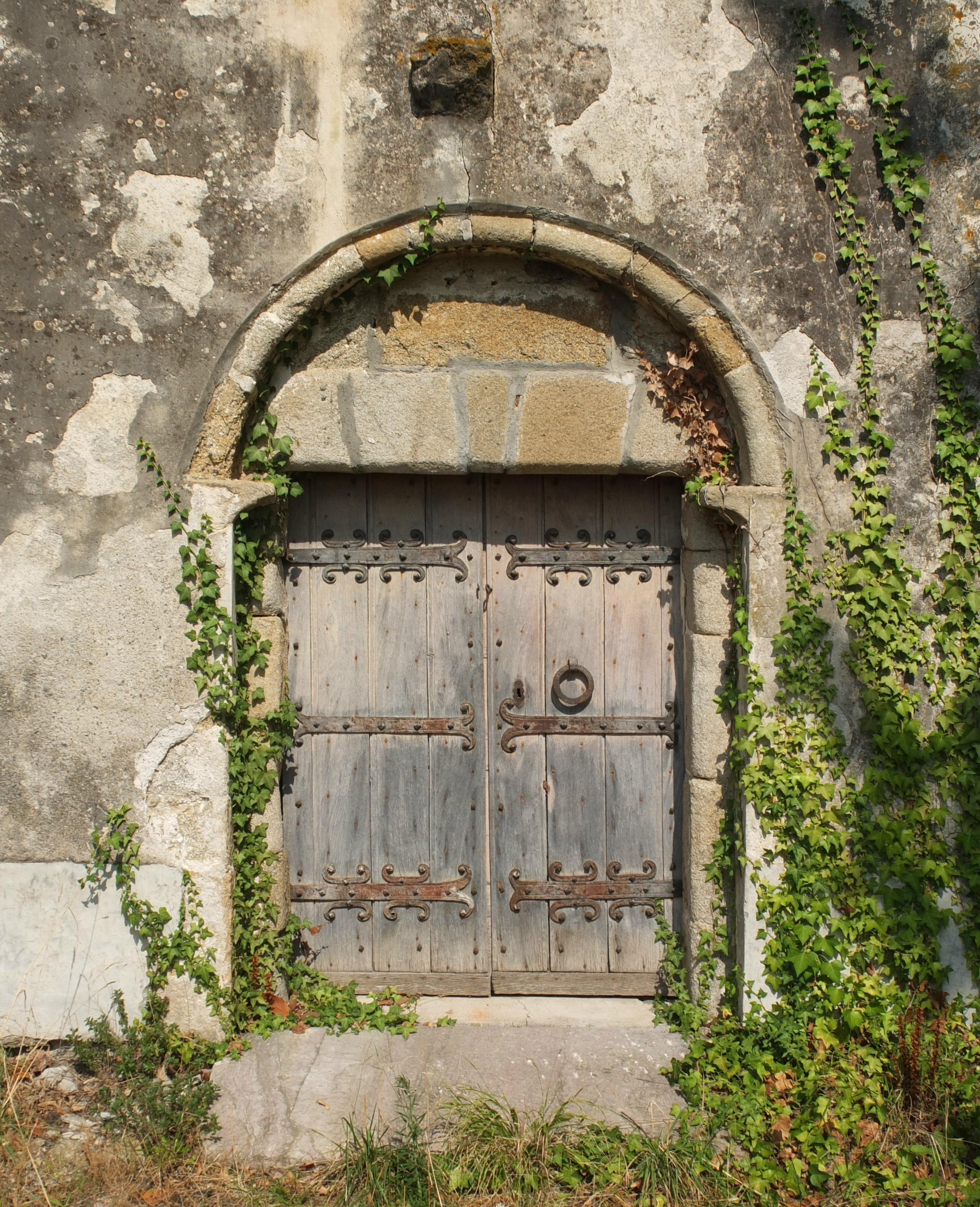
Portalada de Sant Pere de Vilaclara

Sant Pere de Vilaclara és l'antiga capella del Castell de Vilaclara, del poble de Vilaclara, en el terme comunal de Palau del Vidre, a la comarca del Rosselló (Catalunya del Nord).
Està situada una mica apartada al sud-est del petit veïnat de Vilaclara, a la zona sud-oest del terme de Palau del Vidre.
Hi ha molt poca documentació on consti aquesta església. És rellevant la del 1205, any en què Ramon de Castellrosselló ven a la milícia del temple de la Comanda del Mas Déu tots els delmes que ell posseïa en els termes de Palau del Vidre, Vilaclara i Sant Andreu de Sureda.
Les múltiples reformes que ha rebut aquesta església fan difícil de diferenciar el que és obra original del que no ho és. És d'una sola nau, coberta amb volta de canó, suportada damunt de dos arcs formers adossats als murs laterals. Està capçada per un absis semicircular, que fou transformat en sagristia segles enrere. Tots els paraments són coberts d'arrebossat, per la qual cosa no es veu enlloc l'aparell original. La porta, que s'obre a ponent, és feta amb un arc de mig punt marcat per una arquivolta que arrenca de dues impostes. És de finals del segle xii o potser posterior i tot.